# Aartsbisdom Mandalay
Het aartsbisdom Mandalay (Latijn: Archidioecesis Mandalayensis) is een rooms-katholiek aartsbisdom met als zetel Mandalay, hoofdstad van de regio Mandalay, in Myanmar. De aartsbisschop van Mandalay is metropoliet van de kerkprovincie Mandalay, waartoe ook de volgende suffragane bisdommen behoren:
- Banmaw
- Hakha
- Kalay
- Lashio
- Myitkyina

## Geschiedenis
Het aartsbisdom werd opgericht op 27 november 1866, als het apostolisch vicariaat Central Burma, uit delen van het apostolisch vicariaat Burma, dat werd opgeheven en opgesplitst. Het veranderde tweemaal van naam, namelijk op 19 juli 1870 naar Northern Burma en op 5 januari 1939 naar Mandalay. Op 1 januari 1955 werd het verheven tot metropolitaan aartsbisdom.
Het aartsbisdom verloor meermaals gebied bij de oprichting van het apostolisch vicariaat Eastern Burma (1925), de apostolisch prefecturen Kengtung (1936) en Bhamo (1939), en het bisdom Hakha (1992). 

## Parochies
Het aartsbisdom had in 2021 een oppervlakte van 212.407 km2 en telde 9.837.480 inwoners waarvan 0,2% rooms-katholiek was.

## Ordinarii

### Apostolisch vicarissen
- Charles Arsène Bourdon (1 oktober 1872 - 1 mei 1887)
- Jean-Ferdinand-Adrien Simon (21 februari 1888 - 20 juli 1893)
- Antoine-Marie-Joseph Usse (22 december 1893 - 31 maart 1900)
- Marie-Eugène-Auguste-Charles Foulquier (18 augustus 1906 - 27 juni 1929)

### Aartsbisschoppen
- Albert-Pierre Falière (apostolisch vicaris: 28 juni 1930, aartsbisschop: 1 januari 1955 - 19 december 1959)
- John Joseph U Win (19 december 1959 - 29 mei 1965; hulpbisschop sinds 10 april 1954)
- Aloysius Moses U Ba Khim (9 augustus 1965 - 25 september 1978)
- Alphonse U Than Aung (25 september 1978 - 3 april 2002; hulpbisschop sinds 28 april 1975)
- Paul Zingtung Grawng (15 mei 2003 - 3 april 2014)
- Nicholas Mang Thang (3 april 2014 - 25 april 2019; coadjutor sinds 30 november 2011, hulpbisschop sinds 21 juni 1988)
- Marco Tin Win (25 april 2019 - heden)